# Marie Hermanson
Pour les articles homonymes, voir Hermanson.
Marie Hermanson, née le 9 mai 1956 à Göteborg, en Suède, est une romancière et journaliste suédoise.

## Biographie
Marie Hermanson naît à Göteborg en 1956. Elle étudie la sociologie et la littérature à l'université de Göteborg et suit les cours de l'école de journalisme de la ville. Elle travaille ensuite comme journaliste en Suède.
En 1986, elle publie le recueil de nouvelles Det finns ett hål i verkligheten qui évoque les contes de fées et les mythes de son pays natal. Dans son second livre, Snövit, elle revisite l'histoire de Blanche-Neige. En 1995, elle est nommée au prix August pour son quatrième roman, Värddjuret.
En 1998, elle signe le roman noir La Plage (Musselstranden) qui narre la disparition d'une jeune fille dans une station balnéaire suédoise et l'enquête a posteriori pour élucider cette affaire.
En 2011, elle écrit le thriller Zone B (Himmelsdalen) dans lequel deux frères jumeaux échangent leurs identités, l'un d'eux se retrouvant envoyé dans un clinique psychiatrique et pris au piège. Ce titre est traduit en France par l'éditeur Actes Sud dans ses collections Actes noirs en 2014 et Babel noir en 2017.

## Œuvre

### Romans et recueils de nouvelles
- (sv) Det finns ett hål i verkligheten, 1986
- (sv) Snövit, 1990
- (sv) Tvillingsystrarna, 1993
- (sv) Värddjuret, 1995
- La Plage, Le Serpent à plumes, 2009 ((sv) Musselstranden, 1998), trad. Max Stadler et Lucile Clauss, 318 p.  (ISBN 978-2-268-06813-8)
- (sv) Ett oskrivet blad, 2001
- (sv) Hembiträdet, 2004
- (sv) Mannen under trappan, 2005
- (sv) Svampkungens son, 2007
- Zone B, Actes Sud, coll. « Actes noirs », 2014 ((sv) Himmelsdalen, 2011), trad. Johanna Chatellard-Schapira, 388 p.  (ISBN 978-2-330-02821-3)Réédition Actes Sud, coll. « Babel noir » no 177, 2017, 470 p. (ISBN 978-2-330-07606-1)
- Le Pays du crépuscule, Actes Sud, coll. « Actes noirs », 2020 ((sv) Skymningslandet, 2014), trad. Johanna Chatellard-Schapira, 288 p.  (ISBN 978-2-330-13107-4)

## Prix et distinctions
- Nomination au prix August en 1995 pour Värddjuret.
- Prix Bokhandelns en 2005.